# Александр, Жан
Жан-Марк Александр (фр. Jean-Marc Alexandre; 24 августа 1986, Веретт, Артибонит, Гаити) — гаитянский футболист, полузащитник. Выступал в сборной Гаити.

## Клубная карьера
Александр родился на Гаити, но затем переехал в США. В 2005—2008 годах он выступал за футбольную команду Линнского университета. Также в свои студенческие годы он играл в лиге PDL за клубы «Палм-Бич Пумас» и «Вентура Каунти Фьюжн».
На Супердрафте MLS 2009 Александр был выбран в первом раунде под 12-м номером клубом «Реал Солт-Лейк». Его профессиональный дебют состоялся 29 марта в матче против «Сиэтл Саундерс». Для получения игровой практики Жан на правах аренды выступал за «Остин Ацтекс». 4 июня 2011 года в поединке против «Ванкувер Уайткэпс» он забил свой первый гол за РСЛ.
1 декабря 2011 года был обменян в «Сан-Хосе Эртквейкс» на драфт-пик. 7 июня 2012 года Александр отправился в краткосрочную аренду на два матча в клуб USL Pro «Орландо Сити». В дебютном матче за «Орландо Сити», 9 июня против «Чарлстон Бэттери», ему понадобилось семь минут, чтобы забить гол. За «Сан-Хосе Эртквейкс» в MLS Жан-Марк дебютировал 24 июня в матче против своей бывшей команды «Реал Солт-Лейк». 6 июля он вновь был отдан в краткосрочную аренду в «Орландо» ещё на два матча.
В начале 2013 года Александр присоединился к «Орландо Сити» на постоянной основе.
В декабре 2013 года Александр подписал контракт с малайзийским клубом «Негери-Сембилан».
В феврале 2016 года Жан вернулся в США, подписав контракт с клубом из NASL «Форт-Лодердейл Страйкерс».
1 марта 2018 года Александр заключил соглашение с тайваньским клубом «Хан Юэн».

## Международная карьера
7 июня 2008 года в товарищеском матче против сборной Гондураса Александр дебютировал за сборную Гаити. В 2009 году Жан принял участие в Золотом кубке КОНКАКАФ. На турнире он сыграл в матче против Гондураса.
2 сентября 2011 года в отборочном мачте чемпионата мира 2014 против сборной Американских Виргинских Островов Жан сделал дубль, забив свои первые голы за национальную команду.
В 2013 году в составе сборной Александр принял участие в розыгрыше Золотого кубка КОНКАКАФ. На турнире он сыграл в матчах против сборных Гондураса, Сальвадора и Тринидада и Тобаго.
В 2015 году в составе сборной Жан в третий раз принял участие в розыгрыше Золотого кубка КОНКАКАФ. На турнире он сыграл в матче против сборных Гондураса, США и Ямайки.
В 2016 году Жан попал в заявку на участие в Кубке Америки в США. На турнире он сыграл в матчах против команд Перу, Бразилии и Эквадора.

### Голы за сборную Гаити
| #   | Дата            | Место                              | Противник                       | Счет | Результат | Соревнование                       |
| --- | --------------- | ---------------------------------- | ------------------------------- | ---- | --------- | ---------------------------------- |
| 01. | 2 сентября 2011 | Сильвио Катор, Порт-о-Пренс, Гаити | Американские Виргинские Острова | 5:0  | 6:0       | Чемпионат мира 2014 (квалификация) |
| 02. | 2 сентября 2011 | Сильвио Катор, Порт-о-Пренс, Гаити | Американские Виргинские Острова | 6:0  | 6:0       | Чемпионат мира 2014 (квалификация) |